# Trommers prov
Trommers prov är ett kemiskt test som används för att påvisa reducerande sockerarter som glukos, maltos, laktos med flera. Dessa innehåller alla den funktionella gruppen aldehyd, vilken har lätt för att reagera. Trommers prov kan användas för att påvisa glukos i urinen, vilket är ett tecken på diabetes. Testet är uppkallat efter den tyske kemisten Karl August Trommer (1806 - 1879).
Man tillsätter 6 droppar kopparsulfat och natriumhydroxid (så kallad Fehlings lösning) i lösningen som skall undersökas, tills denna ändrar färg till ljusblå. Sedan uppvärms lösningen. Om lösningen färgas tegelröd innebär det att den innehåller reducerande sockerarter.

Sockerarten oxideras till motsvarande karboxylsyra, medan Cu2+ reduceras till Cu+ enligt:
Cu2+blå (eg. [Cu(H2O)4]2+) → Cu+tegelröd (eg. Cu2O)
Där Cu2+ är blå till färgen och Cu+ är tegelröd.
Det är aldehyd gruppen i sockerarten som oxideras och blir till en karboxylgrupp.